# 便宜坊
便宜坊烤鸭店，是北京便宜坊烤鸭集团旗下的招牌餐饮品牌。老“便宜坊”可追溯到明朝永乐十四年（1416年），现在的便宜坊则创始于清咸丰五年（1855年），原名鲜鱼口便宜坊，它是北京历史最为悠久的中华老字号饭庄，以烤鸭为特色，与全聚德齐名，是北京目前唯一的一家焖炉烤鸭店。
北京便宜坊烤鸭集团旗下集聚了众多餐饮老字号，除了最为重要的便宜坊烤鸭外，还包括壹条龙涮肉、都一处烧麦馆、功德林饭庄、力力豆花庄、锦芳小吃店、天兴居共七家「中华老字号」饭店，以及正阳楼饭庄、老正兴寿桃、御膳饭庄、哈德门饭店等京城名店。

## 读音
「便宜坊」正音应为biàn yí fānɡ，而非pián yi fāng。其字号蕴涵了「方便宜人」，「便利人民，宜室宜家」的经营理念，而非指其价格低廉便宜。

## 历史

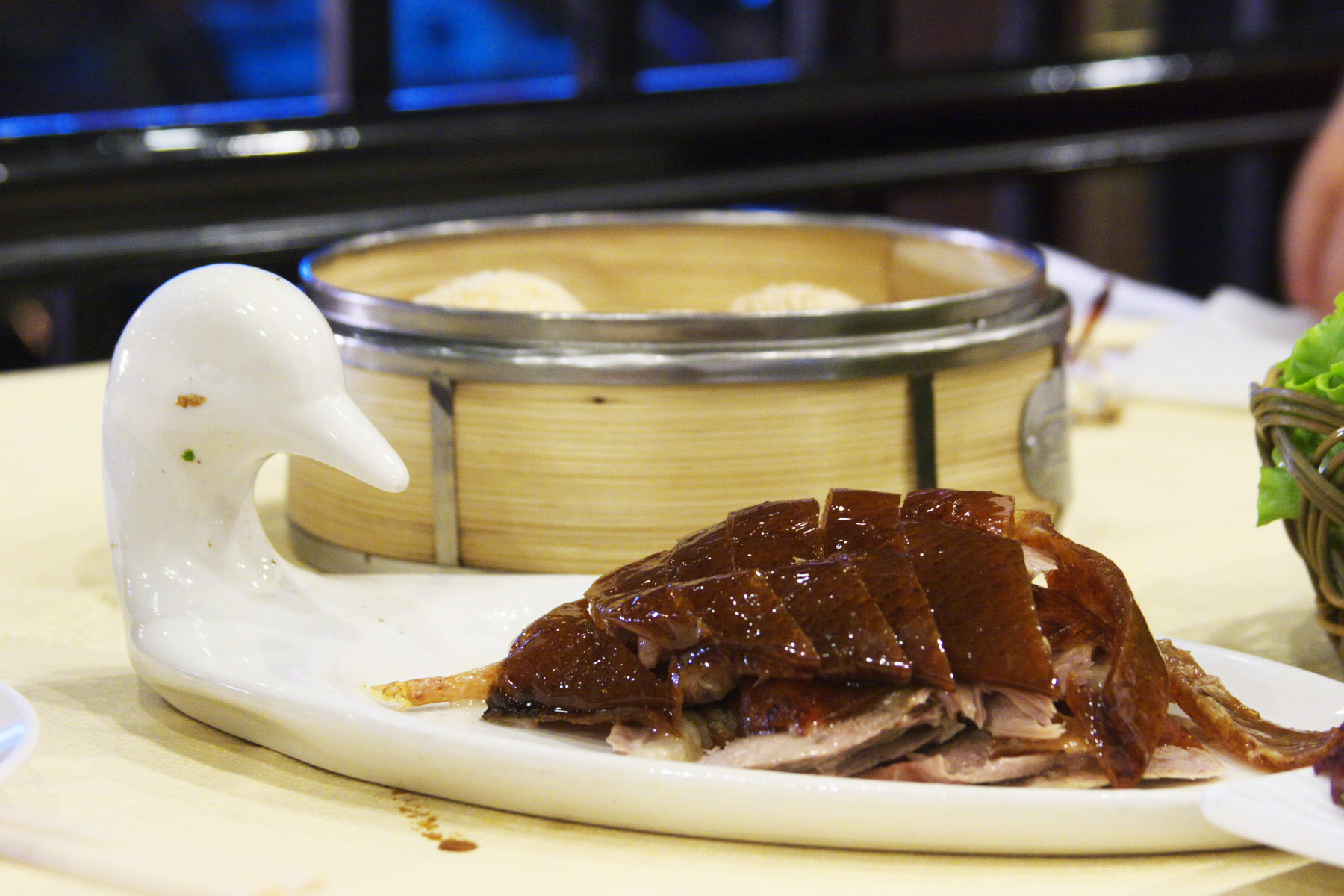
一盘片好装盘的便宜坊焖炉烤鸭

### 老便宜坊
便宜坊于明朝永乐年间创办于菜市口米市胡同，最初只有一个小的加工作坊，将活鸡活鸭进行宰杀处理后卖给大饭馆及大宅院中，后来逐渐开始烹制焖炉烤鸭与童子鸡，因价格适中味道可口也被顾客称作「便宜坊」（pián yi fáng）。清道光七年（1827年）店铺传给了山东人孙子久，其选用优质填鸭用心经营并扩大营业，使得便宜坊的生意越来越好，烤鸭与西法鸭肝成为饭店招牌。出于便宜坊的良好口碑，许多人都因此借用了「便宜坊」的招牌。到清末年，北京多个地方都开设了便宜坊，为了强调正宗，光绪年间米市胡同将店名更为老便宜坊。

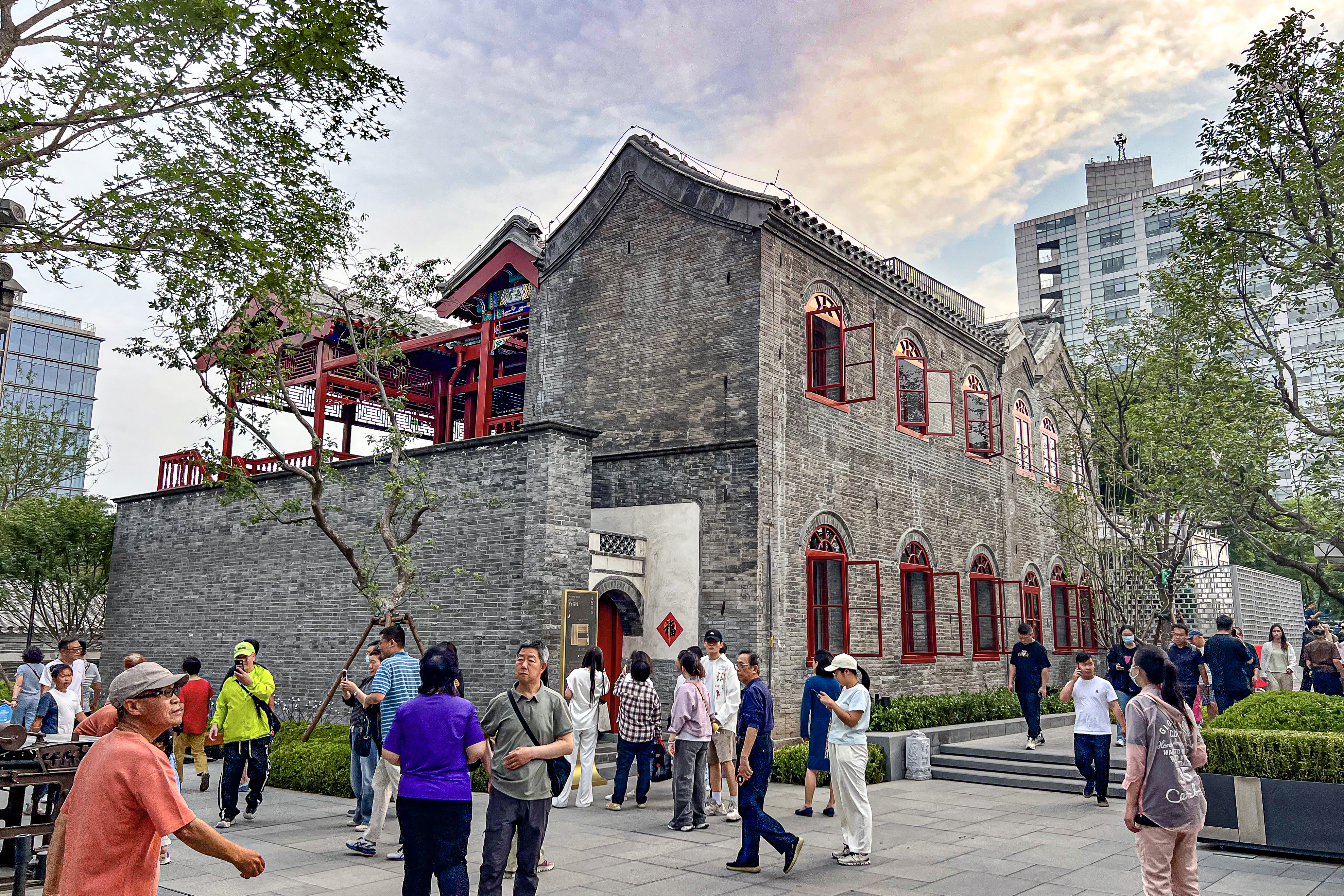
米市胡同便宜坊旧址

抗战初期大量日本人进入北平，米市胡同的老便宜房成为日本人吃烤鸭的首选。老便宜坊的东主不愿为日本人服务决定关门歇业返回山东老家。米市胡同便宜坊旧址1937年歇业后一度成为清真寺，1960年更成为玩具厂宿舍。

### 鲜鱼口便宜坊
在后开设的便宜坊中，以清咸丰五年（1855年）开设的前门鲜鱼口便宜坊最为出名，鲜鱼口便宜坊是一位王姓富商招募了老便宜坊的大厨后创办的，如今的便宜坊正是在这家店的基础上发展起来的。鲜鱼口便宜坊首创了「盒子铺」的外卖方式，将制作考究的木制盒子用以装外卖的烤鸭与其他菜色，独具特色广受欢迎。1914年4月，便宜坊加入了饭庄同业公会。这一期间，中国文豪鲁迅也经常光顾便宜坊。

### 公私合营后
1949年前，有规模的焖炉烤鸭店仅存地处繁华地段的鲜鱼口便宜坊一家，1945年鲜鱼口便宜坊还请来东兴楼饭庄的名厨苏德海掌勺，开始经营鲁菜并承办酒席宴会。1950年代公私合营后，鲜鱼口便宜坊成为北京唯一一家正宗的焖炉烤鸭店。20世纪80年代至21世纪初，北京乃至中国全境经营焖炉烤鸭的餐馆仅有三家，为鲜鱼口便宜坊烤鸭店、崇文门便宜坊烤鸭店和东侧路的便宜坊烤鸭店（西号）。如今的便宜坊烤鸭店除了烤鸭以外，还以鲁菜为基础形成了一套特色的便宜坊菜系。

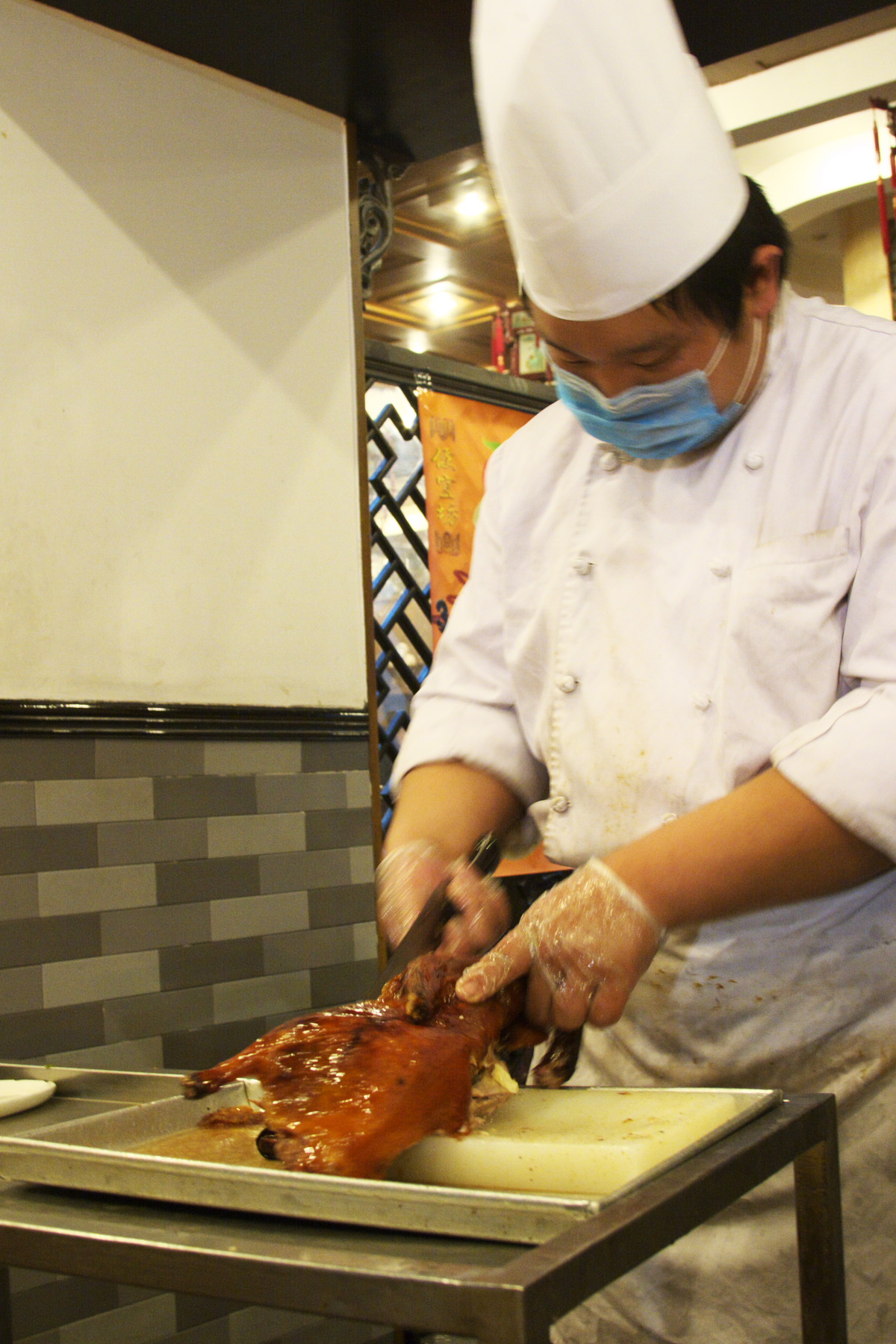
便宜坊烤鸭店中片鸭手艺展示

## 烤鸭制作

### 焖炉制法
便宜坊的烤鸭做法为传统的焖炉烤鸭，不同于全聚德的挂炉烤鸭，在烤制前，将莲子、红枣、绿茶等调料塞入鸭坯中使其入味；烤制时，往鸭膛内内灌制老汤，成外烤内煮之势。焖炉烤鸭外酥里嫩，口味鲜美，保留原汁原味。因焖炉烤鸭在烤制过程中不见明火，所以被现代人称为「绿色烤鸭」。  
近年来，便宜坊烤鸭店研制开发的创新烤鸭「蔬香酥烤鸭」，并在第6届中国国际美食节上荣获「金鼎奖」，受到了食客的欢迎。「蔬香酥烤鸭」是将生鸭坯用混合蔬菜汁浸泡处理，并在鸭腹腔内灌注混合蔬菜汁后烤制而成的，蔬菜中的生物活性物质与鸭肉发生复杂的烹饪化学反应，不仅去除了鸭腥味，改善了风味与口感，也提高了营养价值。与传统焖炉烤鸭相比，「蔬香酥烤鸭」的脂肪含量更低，各种微量元素都有显著增高，影响鸭腥味的精氨酸含量下降了43%，而鸭胸与鸭腿肉中天门冬氨酸含量则是普通焖炉烤鸭的1.89倍和1.78倍，谷氨酸含量分别提高了15％和24％：鸭胸肉中酪氨酸、苯丙氨酸和缬氨酸含量也显著提高。便宜坊其他风味的烤鸭还包括有莲香酥、枣香酥和花香酥，其中莲香和枣香因为味道不突出，逐渐退出市場。

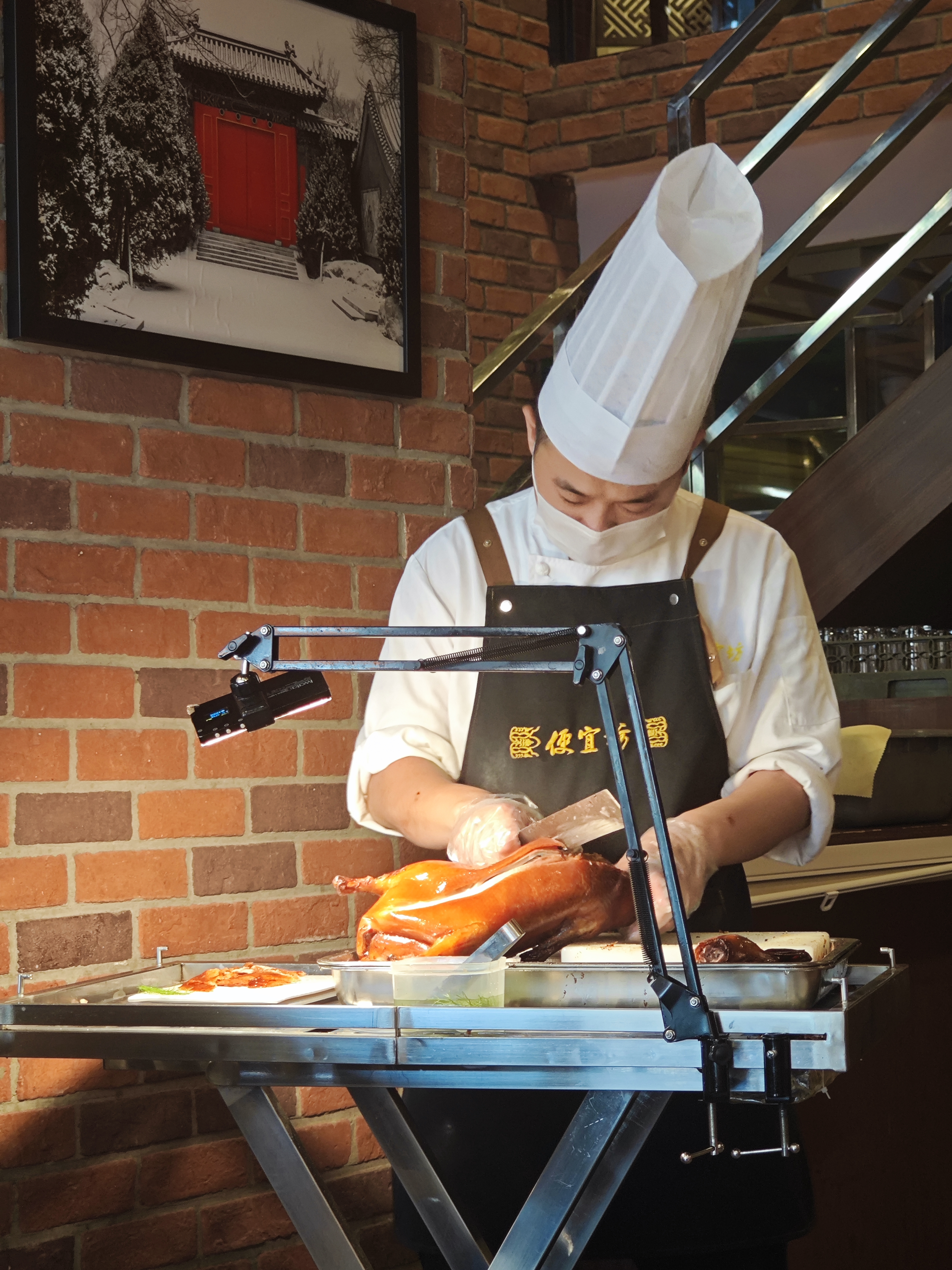
便宜坊烤鸭店中为客户表演片鸭，片完后将盘端上餐桌

### 配料
配以大葱丝、黄瓜丝、甜面酱，用薄饼皮卷着食用。为避免食后口腔异味，可将大葱替换为生菜叶、鲜萝卜芽、香椿芽、薄荷叶以及萝卜苗、香椿苗等芽菜。佐料中增加蔬菜，不仅改善了口感。也优化了食物结构。